# Lynne Fernie
Pour les articles homonymes, voir Lynne et Fernie.
Lynne Fernie, née en 1946 à Toronto, est une réalisatrice et artiste pluridisciplinaire canadienne.

## Biographie
Lynne Fernie est ouvertement lesbienne.

## Filmographie

### Bande-son
- 2001 : QSW: The Rebel Zone - "Neon Blue" et "Rise Up" (téléfilm documentaire) (créditée comme Fernie)
- 2002 : Little Sister's vs. Big Brother - "Rise Up" (documentaire)
- 2009 : Rise Up: Canadian Pop Music in the 1980s - "Rise Up" (téléfilm documentaire)
- 2011 : Take This Waltz - "Rise Up"

### Réalisation
- 1992 : Amours interdites : au-delà des préjugés, vies et paroles de lesbiennes (documentaire)
- 1995 : Fiction and Other Truths: A Film About Jane Rule (documentaire)

### Scénario
- 1992 : Amours interdites : au-delà des préjugés, vies et paroles de lesbiennes (documentaire)

### Remerciement
- 1995 : When Night Is Falling (amie du film - créditée comme Lynn Fernie)
- 2005 : Zero Degrees of Separation (documentaire) (avec beaucoup de gratitude pour les conseils)
- 2006 : My Grandfather's Voice (court métrage documentaire) (remerciement spécial)

### Émission de télévision
- 2002 : SexTV (série télévisée documentaire) : elle-même
- 2006 : Fascination (documentaire)
- 2015 : Katie Chats (série télévisée) : elle-même